# Donja Rijeka (Rudo)
Pour les articles homonymes, voir Donja Rijeka.
Donja Rijeka (en serbe cyrillique : Доња Ријека) est un village de Bosnie-Herzégovine. Il est situé dans la municipalité de Rudo et dans la république serbe de Bosnie. Selon les premiers résultats du recensement bosnien de 2013, il compte 205 habitants.

## Démographie

### Répartition de la population par nationalités (1991)
En 1991, le village comptait 111 habitants, répartis de la manière suivante :